# 権現前駅
権現前駅（ごんげんまええき）は、三重県松阪市嬉野権現前町にある、東海旅客鉄道（JR東海）名松線の駅である。

## 歴史
- 1929年（昭和4年）8月25日：鉄道省名松線松阪駅 - 当駅間開通時に終着駅として開設[1][2]。一般駅[2]。
- 1930年（昭和5年）3月30日：名松線当駅 - 井関駅間延伸。
- 1963年（昭和38年）4月1日：貨物・荷物扱い廃止[2]。
- 1987年（昭和62年）4月1日：国鉄分割民営化に伴い、JR東海の駅となる[1][2]。

## 駅構造
線路東側に単式ホーム1面1線を有する地上駅。以前は側線も備える交換可能駅であった。今でも駅手前で上下双方共に線路が小さくカーブを取るのは、駅構内が複線となっていた名残である。
松阪駅管理の無人駅。ホーム上に待合所が設置されている。

## 利用状況
「三重県統計書」によると、近年の1日平均乗車人員の推移は以下の通り。
| 年度   | 1日平均 乗車人員 |
| ------ | ---------------- |
| 1997年 | 54               |
| 1998年 | 66               |
| 1999年 | 63               |
| 2000年 | 59               |
| 2001年 | 54               |
| 2002年 | 51               |
| 2003年 | 51               |
| 2004年 | 53               |
| 2005年 | 51               |
| 2006年 | 47               |
| 2007年 | 47               |
| 2008年 | 44               |
| 2009年 | 48               |
| 2010年 | 48               |
| 2011年 | 42               |
| 2012年 | 35               |
| 2013年 | 35               |
| 2014年 | 31               |
| 2015年 | 30               |
| 2016年 | 23               |
| 2017年 | 28               |
| 2018年 | 27               |
| 2019年 | 33               |

## 駅周辺
駅東側（ホームがある側）は住宅が立ち並び、製材工場もあるが、西側は松阪市道が線路と並行して走っている他は、コンクリート製品を製造する小規模な工場があるだけで、田畑と林が広がる。
- 松阪市嬉野地域振興局（旧・嬉野町役場）
- 嬉野ふるさと会館
- 松阪市嬉野図書館
- 嬉野社会福祉センター
- 嬉野勤労者体育館
- 嬉野郵便局
- 三重県畜産研究所
- 老人ホームむつみ園
- 松阪地区広域消防組合 松阪北消防署
- 近畿日本鉄道 伊勢中原駅
- 近畿日本鉄道 伊勢中川駅

## 隣の駅
東海旅客鉄道（JR東海）
■名松線
上ノ庄駅 - 権現前駅 - 伊勢八太駅